# Peyrestortes
Peyrestortes (em catalão:  Paretstortes) é uma comuna francesa na região administrativa da Occitânia, no departamento dos Pirenéus Orientais. Estende-se por uma área de 7.96 km², com 1.470 habitantes, segundo o censo de 2018, com uma densidade de 180 hab/km².